# مسجد كيبولي
مسجد كيبولي، هو أحد المساجد والمعالم التاريخية في أوغندا، يقع في منطقة كيبولي بمدينة كمبالا عاصمة أوغندا في إفريقيا.

## تاريخ
شيد مسجد كيبولي في القرن التاسع عشر، تم افتتاحه للعبادة عام 1951، يقع المسجد على تلة كيبولي، ويتمتع بإطلالة خلابة على مدينة كمبالا.

## العمارة
يتميز مسجد كيبولي بمزيج من تصاميم الهندسة المعمارية الإسلامية والمحلية التقليدية، يضم مجمع  المسجد قاعات للصلاة ومراكز إدارية، ودور للدراسات القرآنية، وساحات عامة للتجمعات المجتمعية.

## الأنشطة
يضم مجمع المسجد مستشفى كيبولي الإسلامي، الذي يقدم خدمات الرعاية الصحية للمجتمع.
ويلعب المسجد دور هام في نشر التعاليم الإسلامية، وتعزيز الوحدة بين المسلمين، والمشاركة في الأنشطة الاجتماعية والإنسانية.
تقام فيه المهرجانات الدينية والمحاضرات والفعاليات التي تهدف إلى تعزيز القيم الإسلامية والتعليم وتنمية المجتمع.
يشجع المسجد الحوار بين الأديان، مما يساهم في التعايش السلمي بين الطوائف الدينية المختلفة في أوغندا.